# Український процесінговий центр
Український процесінговий центр (УПЦ, англ. Ukrainian Processing Centre, UPC) — український процесинговий центр, заснований в 1997 році. Перший в Україні сервіс-провайдер міжнародних платіжних систем VISA та MasterCard у галузі процесингу платіжних карток, який у квітні 1997 року провів першу в Україні трансакцію по картці Eurocard від MasterCard. З 2005 року став частиною австрійської банківської групи Raiffeisen Bank International.
Головний офіс розташований у місті Київ, Україна. Український процесінговий центр надає послуги банкам у Центральній та Східній Європі у галузі процесингу платіжних карток (зарплатних, дебітних, кредитних, передплачених, карток з магнітною смугою та чипових — EMV-карток, а також безконтактних карток MasterCard PayPass і VISA payWave), торгового еквайрингу та керування мережами банкоматів, а також комплексні IT-системи в сфері електронної комерції, моніторингу шахрайських операцій з платіжними картками, системи емісії карток та SMS-банкінгу. Український процесінговий центр є ініціатором створення об'єднаної банкоматної мережі «АТМоСфера», в яку входять банки-емітенти платіжних карток.
2010 року UPC обробляв понад 400 млн. транзакцій за платіжними картками.

## Історія компанії
Компанія UPC була заснована в 1997 році в Києві як процесинговий центр, що надає банкам послуги з обробки операцій за платіжним карткам — як дебітними, так і кредитними. Компанія UPC першою в Україні в 1997 році отримала статус Member Service Provider й Third Party Processor VISA і вперше в Україні провела транзакцію по картці Eurocard MasterCard 23 квітня 1997 року. Член Української міжбанківської асоціації членів платіжних систем ЕМА. Серед клієнтів компанії — найбільші українські банки, а також банківські організації — емітенти та еквайри платіжних карток.
2005 року Український процесінговий центр увійшов до австрійської банківської групи Raiffeisen Bank International. У 2007 році компанія вийшла на міжнародний ринок. Український процесінговий центр обробляв платіжні картки та надавав послуги в галузі торгового та банкоматного еквайрингу в Угорщині, Албанії й Косово, послуги з електронної комерції в Хорватії, а з листопада 2011 року почав обробляти безконтактні платежі в Австрії спільно з Raiffeisen Bank International.

## Стандарти роботи
У січні 2009 року UPC одним з перших серед українських процесингових центрів отримав сертифікат відповідності стандарту PCI DSS і відтоді щорічно проходить аудит[відсутнє в джерелі] на відповідність PCI DSS у міжнародних сертифікованих аудиторів для підтвердження відповідного рівня безпеки при роботі з даними.